# Лаупхайм
Лаупхайм (нем. Laupheim, алем. нем. Laoba) — город в Германии, районный центр, расположен в земле Баден-Вюртемберг.
Подчинён административному округу Тюбинген. Входит в состав района Биберах. Население составляет 19 796 человек (на 31 декабря 2010 года). Занимает площадь 61,78 км². Официальный код — 08 4 26 070.
Исторически был административным центром Раммахгау. Город подразделяется на 5 городских районов.

## Известные жители
- Карл Леммле — основатель старейшей (из существующих) американской киностудии Universal.